# 山口県警察部
山口県警察部（やまぐちけんけいさつぶ）は、戦前の内務省監督下の山口県が設置した府県警察部であり、山口県内を管轄区域とする。
1948年（昭和23年）3月6日に廃止となり、山口県警察部は国家地方警察山口県本部と山口市警察などの自治体警察に再編されることになった。

## 沿革
- 1875年（明治8年）12月 山口県庁に警保課を設置。
- 1876年（明治9年）12月 山口県第四課に改称。
- 1880年（明治13年）4月 山口県警察本署に改称。
- 1886年（明治19年）7月 山口県警察本部に改称。
- 1890年（明治23年）10月 山口県警察部に改称。
- 1905年（明治38年）4月 山口県第四部に改称。
- 1907年（明治40年）7月 山口県警察部に改称。
- 1926年（大正15年）7月 特別高等課（特別高等警察）を設置。
- 1944年（昭和19年）4月 警備隊を設置。
- 1945年（昭和20年）10月 特別高等警察が廃止。
- 1946年（昭和21年）2月 警備隊を廃止。
- 1946年（昭和21年）2月 公安課（公安警察）を設置。

## 組織
1927年（昭和2年）時点
- 警務課
- 高等課
- 特別高等課
- 保安課
- 刑事課
- 衛生課
- 工場課

## 警察署
1927年（昭和2年）時点
- 山口警察署
- 久賀警察署
- 岩国警察署
- 本郷警察署
- 柳井警察署
- 高森警察署
- 平生警察署
- 室積警察署
- 徳山警察署
- 鹿野警察署
- 下松警察署
- 三田尻警察署
- 堀警察署
- 小郡警察署
- 大田警察署

- 伊佐警察署
- 船木警察署
- 宇部警察署
- 小野田警察署
- 豊浦警察署
- 西市警察署
- 小串警察署
- 下関警察署
- 深川警察署
- 人丸峠警察署
- 萩警察署
- 生雲警察署
- 須佐警察署
- 下関水上警察署

## 歴代部長
| 代 | 官職名                 | 氏名       | 就任日                           | 退任日         | 前職                          | 後職                         | 備考                      |
| -- | ---------------------- | ---------- | -------------------------------- | -------------- | ----------------------------- | ---------------------------- | ------------------------- |
| -  | 聴訟課長心得           | 進十六     | 明治5年5月12日 （1872年6月17日） | 1873年11月7日  |                               |                              |                           |
| -  | 聴訟課長               | 進十六     | 1873年11月7日                    |                |                               |                              |                           |
| -  | 庶務課長心得           | 兼常弘介   | 1875年9月14日                    | 1875年12月27日 |                               | -                            |                           |
| -  | 警保課長               | 兼常弘介   | 1875年12月27日                   |                | -                             |                              |                           |
| -  | 警保課長               | 志方之勝   | 1876年3月17日                    | 1876年6月9日   | 東京府                        | 司法省                       |                           |
| -  | 第四課長               | 兼常弘介   | 1876年6月9日                     | 1877年2月21日  | 山口県警保課                  | 差除                         |                           |
| -  | 第四課長               | 河野通倫   | 1877年2月21日                    | 1878年8月26日  | 山形県                        | 神奈川県少書記官             |                           |
| -  | 第四課長               | 弘瀬新一   | 1878年9月24日                    | 1879年1月16日  | 山口県第四課                  | -                            |                           |
| -  | 警保課長               | 弘瀬新一   | 1879年1月16日                    | 1880年4月27日  | -                             | -                            |                           |
| -  | 警察本署長             | 弘瀬新一   | 1880年4月27日                    | 1881年5月19日  | -                             | 差除                         |                           |
| -  | 警察本署長             | 矢田部正竨 | 1881年5月19日                    | 1882年1月25日  | 京都裁判所判事                | -                            |                           |
| 1  | 警部長 警察本署長      | 矢田部正竨 | 1882年1月25日                    | 1883年3月7日   | -                             | 退官                         |                           |
| 2  | 警部長 警察本署長      | 山田春三   | 1883年3月7日                     | 1884年11月25日 | 山口県警部兼副典獄            | 岩手県警部長                 |                           |
| 3  | 警部長 警察本署長      | 高尾玉敷明 | 1884年11月25日                   | 1886年7月20日  | 静岡県警部                    | -                            |                           |
| 3  | 警部長 警察本部長      | 高尾玉敷明 | 1886年7月20日                    | 1890年10月11日 | -                             | 非職                         |                           |
| 4  | 警部長 警察部長        | 後藤松吉郎 | 1890年10月11日                   | 1895年3月26日  | 警視庁警視 赤坂警察署長兼検事 | 免本官                       |                           |
| 5  | 警部長 警察部長        | 有田義資   | 1895年3月26日                    | 1896年1月14日  | 福岡県警部長                  | 島根県書記官                 |                           |
| 6  | 警部長 警察部長        | 斎藤秋夫   | 1896年1月14日                    | 1898年2月7日   | 千葉県警部長                  | 罷職                         |                           |
| 7  | 警部長 警察部長        | 白上俊一   | 1898年2月7日                     | 1899年4月8日   | 山口県阿武郡長                | 島根県警部長                 |                           |
| 8  | 警部長 警察部長        | 小林三郎   | 1899年4月8日                     | 1899年8月12日  | 石川県警部長                  | 宮崎県警部長                 |                           |
| 9  | 警部長 警察部長        | 久保田政周 | 1899年8月12日                    | 1900年6月29日  | 静岡県警部長                  | 高知県書記官                 |                           |
| 10 | 警部長 警察部長        | 黒金泰義   | 1900年6月29日                    | 1903年7月16日  | 警視庁警視品川警察署長        | 栃木県警部長                 |                           |
| 11 | 警部長 警察部長        | 依田銈次郎 | 1903年7月16日                    | 1905年4月19日  | 高知県警部長                  | -                            |                           |
| 11 | 事務官 第四部長 警務長 | 依田銈次郎 | 1905年4月19日                    | 1906年8月15日  | -                             | 新潟県事務官・第四部長       |                           |
| 12 | 事務官 第四部長 警務長 | 大味久五郎 | 1906年8月15日                    | 1907年7月13日  | 福島県事務官・第四部長        | -                            |                           |
| 12 | 事務官 警察部長 警務長 | 大味久五郎 | 1907年7月13日                    | 1909年5月4日   | -                             | 青森県事務官・警察部長       |                           |
| 13 | 事務官 警察部長 警務長 | 岡田忠彦   | 1909年5月4日                     | 1910年10月13日 | 奈良県事務官・警察部長        | 熊本県事務官・警察部長       |                           |
| 14 | 事務官 警察部長 警務長 | 馬渡俊雄   | 1910年10月13日                   | 1912年3月28日  | 大阪府事務官                  | 福岡県事務官・警察部長       |                           |
| 15 | 事務官 警察部長 警務長 | 田子一民   | 1912年3月28日                    | 1913年6月13日  | 山口県都濃郡長                | 内務書記官                   |                           |
| 16 | 警察部長               | 後藤隆三   | 1913年6月13日                    | 1914年4月28日  | 兵庫県警視                    | 福井県警察部長               |                           |
| 17 | 警察部長               | 佐藤信安   | 1914年4月28日                    | 1914年6月9日   | 熊本県警察部長                | 休職                         |                           |
| 18 | 警察部長               | 松原権四郎 | 1914年6月9日                     | 1917年3月5日   | 高知県理事官                  | 愛知県警察部長               |                           |
| 19 | 警察部長               | 紀伊寛平   | 1917年3月5日                     | 1919年6月28日  | 元滋賀県警察部長              | 鹿児島県内務部長             |                           |
| 20 | 警察部長               | 牛島省三   | 1919年6月28日                    | 1921年6月3日   | 鳥取県理事官                  | 熊本県警察部長               |                           |
| 21 | 警察部長               | 林寿夫     | 1921年6月3日                     | 1923年10月27日 | 鹿児島県警察部長              | 北海道庁警察部長             |                           |
| 22 | 警察部長               | 鈴木敬一   | 1923年10月27日                   | 1924年7月23日  | 大阪府警視                    | 福岡県警察部長               |                           |
| 23 | 警察部長               | 横山正     | 1924年7月23日                    | 1924年12月20日 | 岡山県理事官                  | -                            |                           |
| 23 | 書記官 警察部長        | 横山正     | 1924年12月20日                   | 1926年9月28日  | -                             | 静岡県書記官・警察部長       |                           |
| 24 | 書記官 警察部長        | 大木俊輔   | 1926年9月28日                    | 1927年5月17日  | 佐賀県書記官・学務部長        | 佐賀県書記官・警察部長       |                           |
| 25 | 書記官 警察部長        | 赤松小寅   | 1927年5月17日                    | 1927年5月21日  | 福井県書記官・警察部長        | 山口県書記官・内務部長       |                           |
| 26 | 書記官 警察部長        | 近藤駿介   | 1927年5月21日                    | 1929年7月8日   | 東京府書記官・学務部長        | 警視庁衛生部長               |                           |
| 27 | 書記官 警察部長        | 山内義文   | 1929年7月8日                     | 1930年8月28日  | 福井県警視                    | 岐阜県書記官・警察部長       |                           |
| 28 | 書記官 警察部長        | 本間精     | 1930年8月28日                    | 1931年12月24日 | 群馬県書記官・警察部長        | 長崎県書記官・警察部長       |                           |
| 29 | 書記官 警察部長        | 安井章一   | 1931年12月24日                   | 1933年6月23日  | 鳥取県書記官・警察部長        | 長崎県書記官・警察部長       |                           |
| 30 | 書記官 警察部長        | 佐々木芳遠 | 1933年6月23日                    | 1935年1月19日  | 茨城県書記官・警察部長        | 東京府書記官・経済部長       |                           |
| 31 | 書記官 警察部長        | 山内継喜   | 1935年1月19日                    | 1936年4月22日  | 岐阜県書記官・警察部長        | 宮城県書記官・警察部長       |                           |
| 32 | 書記官 警察部長        | 菊池盛登   | 1936年4月22日                    | 1937年7月8日   | 宮崎県書記官・警察部長        | 警視庁特別高等警察部長       |                           |
| 33 | 書記官 警察部長        | 竹谷源太郎 | 1937年7月8日                     | 1940年3月8日   | 富山県書記官・警察部長        | 福岡県書記官・経済部長       |                           |
| 34 | 書記官 警察部長        | 本田忠男   | 1940年3月8日                     | 1942年1月13日  | 宮崎県書記官・警察部長        | 福岡県書記官・警察部長       |                           |
| 35 | 書記官 警察部長        | 渡辺次郎   | 1942年1月13日                    | 1942年7月7日   | 滋賀県書記官・警察部長        | 上海総領事館中支警務部副部長 |                           |
| 36 | 書記官 警察部長        | 山路定     | 1942年7月7日                     | 1942年11月1日  | 茨城県書記官・警察部長        | -                            |                           |
| 36 | 部長 警察部長          | 山路定     | 1942年11月1日                    | 1945年4月21日  | -                             | 熊本県部長・警察部長         |                           |
| 37 | 部長 警察部長          | 由雄又次郎 | 1945年4月21日                    | 1945年10月13日 | 大政翼賛会地方部長            | 休職                         |                           |
| 38 | 部長 警察部長          | 藤原侃治   | 1945年10月13日                   | 1945年10月27日 | -                             | -                            | 兼任・本務:山口県内政部長 |
| 39 | 部長 警察部長          | 鈴木雄市   | 1945年10月27日                   | 1946年4月1日   | 山口県部長・経済第二部長      | -                            |                           |
| 39 | 地方事務官 警察部長    | 鈴木雄市   | 1946年4月1日                     | 1946年7月13日  | -                             | 石川県経済部長               |                           |
| 40 | 地方事務官 警察部長    | 沢田建男   | 1946年7月13日                    | 1947年2月24日  | 大分県警察部長                | 茨城県警察部長               |                           |
| 41 | 地方事務官 警察部長    | 武末辰雄   | 1947年2月24日                    | 1947年5月2日   | 青森県経済部長                | 山口県総務部長               |                           |
| 42 | 地方事務官 警察部長    | 西原英次   | 1947年5月2日                     | 1948年3月6日   | 宮崎県警察部長                | 熊本県警察長                 |                           |

## 主な事件
- 加藤老事件